# Bibi Maryam Bachtiyari

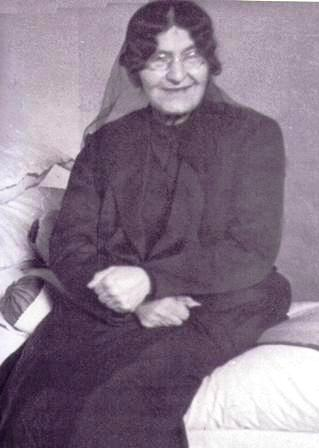
Bibi Maryam Bachtiyari

Bibi Maryam Bachtiyari (persisch بی بی مریم بختیاری) (* 1874; † 1937) war eine bachtiyārīsche Stammesführerin und eine der wichtigsten Figuren in der Konstitutionellen Revolution. Als militärische Befehlshaberin spielte sie eine herausragende Rolle, als die Bachtiari-Truppen mit Hilfe moderner Waffen aus dem Deutschen Kaiserreich 1909 erfolgreich Teheran im Rahmen der revolutionären Kampagne einnahmen, um die Zentralregierung zur Einführung demokratischer Reformen zu zwingen. Sie war die Tochter von Hossein Gholi Khan Bakhtiari, die Schwester von Sardar Asad und Saad al Dowleh und einem iranischen Lur Bachtiari.

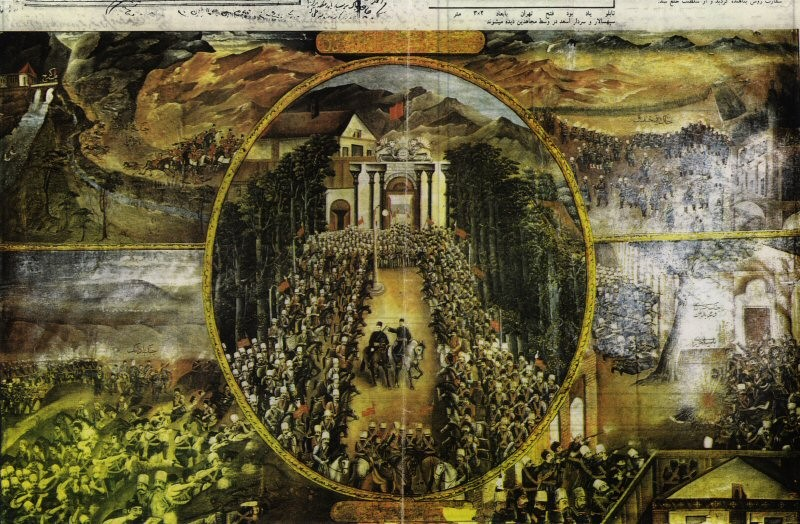
Gedenkplakat (3 × 4 m²) anlässlich der Eroberung Teherans durch die Bakhtiari-Verfassungsrevolutionäre im Juli 1909.

## Leben
Bibi Maryam war eine gebildete und aufgeklärte iranische Frau des zwanzigsten Jahrhunderts. Sie war eine der bedeutendsten Frauenrechtlerinnen und Pionierinnen der Freiheitsbewegungen in der Verfassungsbewegung. Aufgrund ihres Nomadenlebens war Bibi Maryam in Schießtechniken und handwerklichem Können geübt.

## Rolle in der iranischen konstitutionellen Revolution
Bibi Maryam war eine der Hauptbefürworterinnen von Sardar Asad bei der Eroberung Teherans. Durch zahlreiche Briefe und Telegramme sowie ihre spannenden und wirkungsvollen Vorträge bereitete sie die Stammeskräfte auf den Kampf gegen die Tyrannei von Mohammed Ali Schah vor. Vor der Befreiung Teherans durch die konstitutionellen Kräfte im Jahr 1909 zog sie zusammen mit einigen bachtiarischen Kämpfern nach Teheran und blieb im Haus ihres Vaters, um die Planung der Guerilla durchzuführen. Als die Truppen von Sardar Asad Teheran erreichten, schlossen sie und die Krieger ihres Mannes sich den konstitutionellen Kräften gegen die Truppen von Mohammad Ali Schah an. Sie selbst nahm das Gewehr und kämpfte an der Seite der lurischen Krieger gegen die Kosakenbrigade. Aufgrund ihrer Tapferkeit im Kampf und ihrer technischen Fähigkeiten bei der Entwaffnung der herrschenden Truppen stieg ihre Popularität, so dass sie den Ehrenrang eines Sardar (Oberbefehlshaber) erhielt und als Sardar Bibi Maryam Bachtiyari berühmt wurde.